# Timișoara Nord
Timișoara Nord – stacja kolejowa w Timișoara, w okręgu Temesz, w Rumunii. Znajduje się tu 6 peronów.